# Anders Kissmeyer
Anders Kissmeyer (født 2. maj 1956 i Århus) er en prisvindende dansk brygmester og iværksætter. Kissmeyer gjorde karriere som ølbrygger og international kvalitetschef hos Carlsberg, indtil han i 2001 var med til at stifte Danmarks første mikrobryggeri og gastropub: Nørrebro Bryghus.
Anders Kissmeyer er i dag ansat hos Royal Unibrew som Head of Craft Beer Creation og driver sin egen virksomhed Anders Kissmeyer Master Brewer, der specialiserer sig i international craft beer. Virksomheden giver blandt andet konsulentrådgivning til ølbryggere verden over, undervisning og fagredaktion af magasinet Scandinavian Brewers’ Review.
Kissmeyers øl bygger som regel på personlige historier eller anledninger (f.eks. Stockholm Syndrome DIPA brygget med Stockholm’ske Sigtuna Brygghus, da Kissmeyer i 2010 sad i produktionsklemme pga. sin fratrædelsesaftale med Nørrebro Bryghus) – inspireret af og ofte brygget sammen med internationale brygmestre, heriblandt den prishædrede Shaun Hill fra bryggeriet Hill Farmstead i Vermont.

## Uddannelse
Civilingeniør (cand.polyt.) i kemi, Danmarks Tekniske Højskole 1983.
Diploma Master Brewer (MSc), Scandinavian School of Brewing 1984.

## Karriere
1985 – 2001: Carlsberg
Anders Kissmeyer arbejdede mellem 1985 og 2001 for Carlsberg A/S med ølbrygning, opstart af internationale produktioner (heriblandt Carlsberg-Tetley) og international kvalitetskontrol af produktionen på bryggerier verden over. Fra 1997 chef for Carlsberg Corporate Brewings internationale afdeling for International Technical Service.
2001 – 2010: Nørrebro Bryghus (Bryggeriet Cosmo ApS)
Med opbakning fra den danske gastronomiske iværksætter Claus Meyer samt investor Frederik Heegaard (der i dag er hovedejer af Nørrebro Bryghus) lykkedes det Kissmeyer at starte Bryggeriet Cosmo ApS, der i 2002 skiftede navn til Nørrebro Bryghus.
Nørrebro Bryghus åbnede officielt den 12. september 2003 som et af Danmarks første mikrobryggerier med tilhørende restaurant og bar beliggende i Ryesgade på Nørrebro i København. Bryggeriet har gennem tiden været tildelt adskillige nomineringer og priser for dets øl, gastronomi og design.
Anders Kissmeyer var CEO og Head Brewer fra bryggeriets begyndelse, indtil han i 2006 blev Brewery Director. I 2010 blev Anders Kissmeyer fyret fra bryggeriet som led i en spareøvelse.
2010 – nu: Kissmeyer Beer & Brewing → Anders Kissmeyer Master Brewer samt Royal Unibrew A/S
Efter afskedigelsen fra Nørrebro Bryghus startede Anders Kissmeyer sit eget enmands-foretagende: Kissmeyer Beer & Brewing. Et firma drevet af Anders Kissmeyer alene bestående af bl.a. ølbrygning under kontrakt hos andre bryggerier, konsulentrådgivning, foredrag og ølsmagninger.
Kissmeyer satte med sin virksomhed Kissmeyer Beer & Brewing sine øl i produktion på bryggerier verden over, blandt andet i Norden, Australien, Canada og USA.
I juli 2016 opkøbtes ølmærket Kissmeyer Beer af Royal Unibrew A/S. Resten af Kissmeyer-selskabet ændrede navn til Anders Kissmeyer Master Brewer, hvorfra konsulent- og kommunikationsvirksomheden fortsat drives.
Anders Kissmeyer ansattes i juli 2016 som Head of Craft Beer Creation hos Royal Unibrew A/S, Nordens andenstørste bryggeriselskab med ansvaret for udviklingen af bryggeriets craft beer-porteføjle – herunder ølmærket Kissmeyer Beer.

## Udvalgte projekter

### Ny Nordisk Øl
I 2014 indgik Kissmeyer Beer & Brewing (med Anders Kissmeyer i front) i netværksprojektet Ny Nordisk Øl med en lang række interessenter inden for bryggekunst for at øge den internationale opmærksomhed på dansk og nordisk bryggekunst.
»Før i tiden kunne danske bryggerier specialisere sig i udenlandske stilarter med stor eksportsucces. Nu skyder specialbryggerierne frem på stribe, og over alt i den vestlige verden identificerer bryggerierne sig med hver deres geografiske særpræg og egne unikke råvarer. Derfor er der nu både et behov for og et enormt potentiale i at kunne tilbyde den øl i verdensklasse, der udtrykker netop vores nordiske identitet«, udtalte Kissmeyer til Miljø- og Fødevarestyrelsen.
Ny Nordisk Øl modtog i 2014 Årets Ølpris af Danske Ølentusiaster.

## Priser og hædersbeviser
2004: Den regionale Ølpris (Danske Ølentusiaster)
2009: Den regionale Ølpris (Danske Ølentusiaster)
2011: Best still active Master Brewer in the World (Scandinavian School of Brewing)
2013: Honorary Beer Sommelier (Beer Academy UK)
2014: (Projektet Ny Nordisk Øl modtog i 2014 Årets Ølpris af Danske Ølentusiaster.)
2014: Guldmedaljer for ‘Little Korkny Ale, Cognac Barrel’ (brygget 2010) og ‘Seven, Niepoort Barrel’ (brygget 2010), sølv for ‘Viking Oude Bruin, Pinot Noir Barrel’ (brygget 2010), samt ’Salty Kiss’ (brygget 2013) ved World Beer Cup (Brewers’ Association, USA)
2016: Jubilee Award (Bryggeriforeningen (Danish Brewer's Assocation)